# Tubastraea micranthus
Espèce
Statut CITES
Tubastraea micranthus est une espèce de coraux appartenant à la famille des Dendrophylliidae.

## Galerie

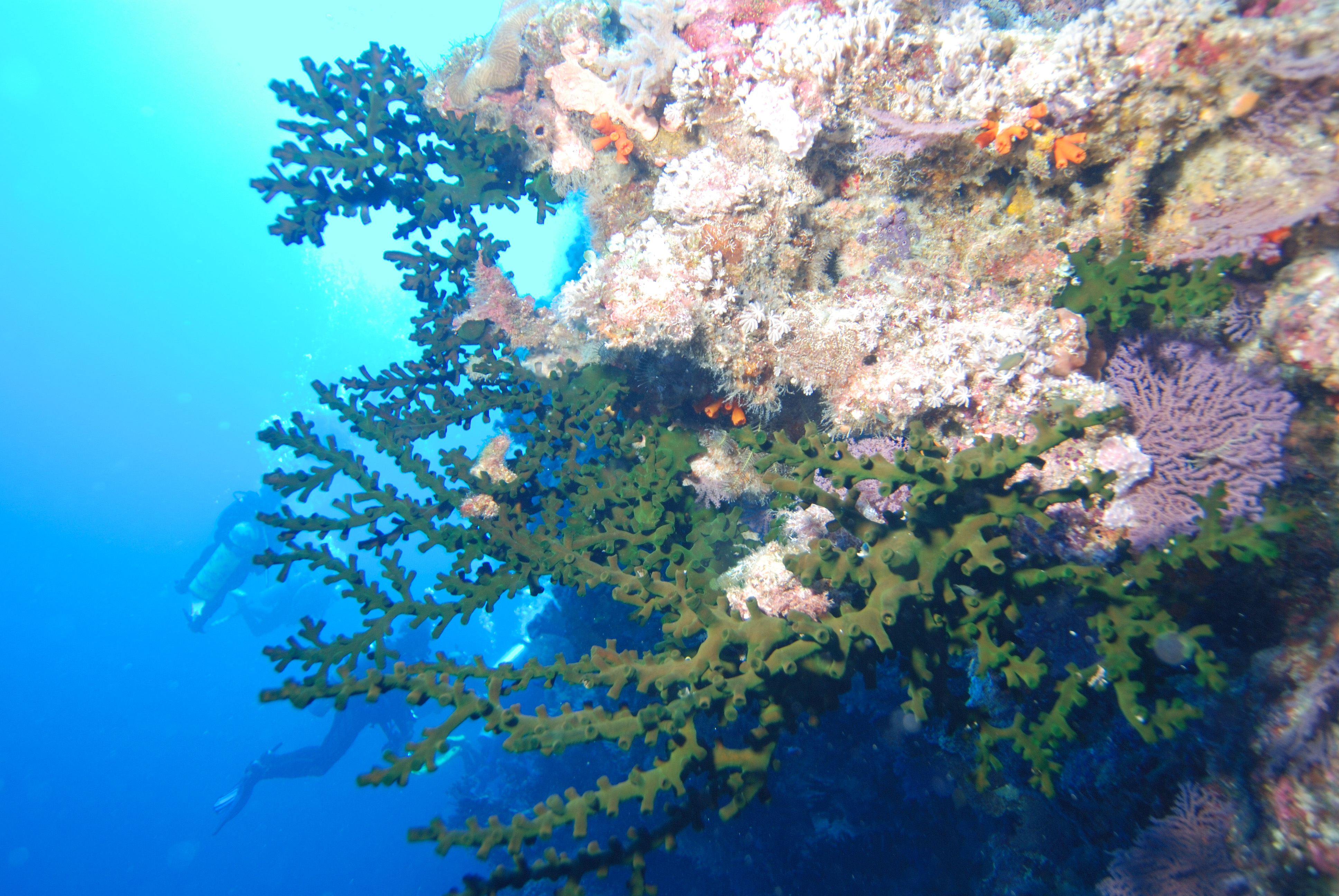
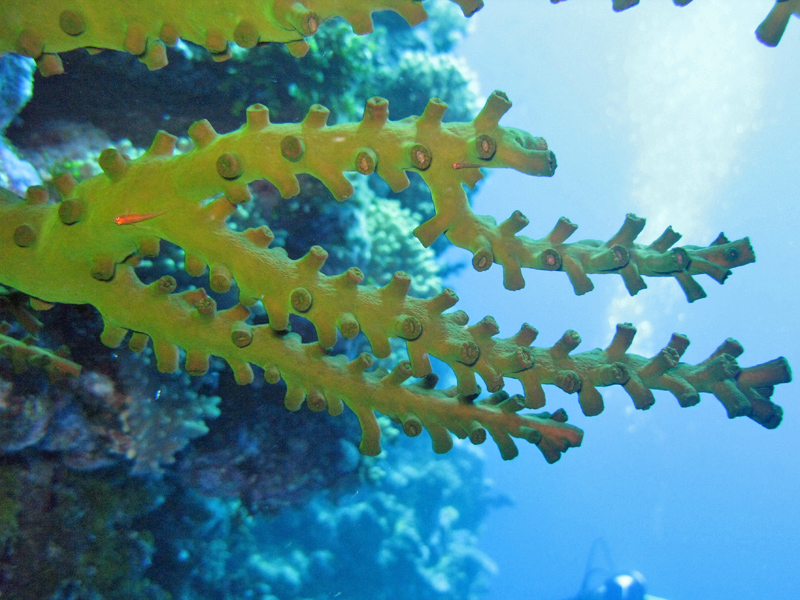
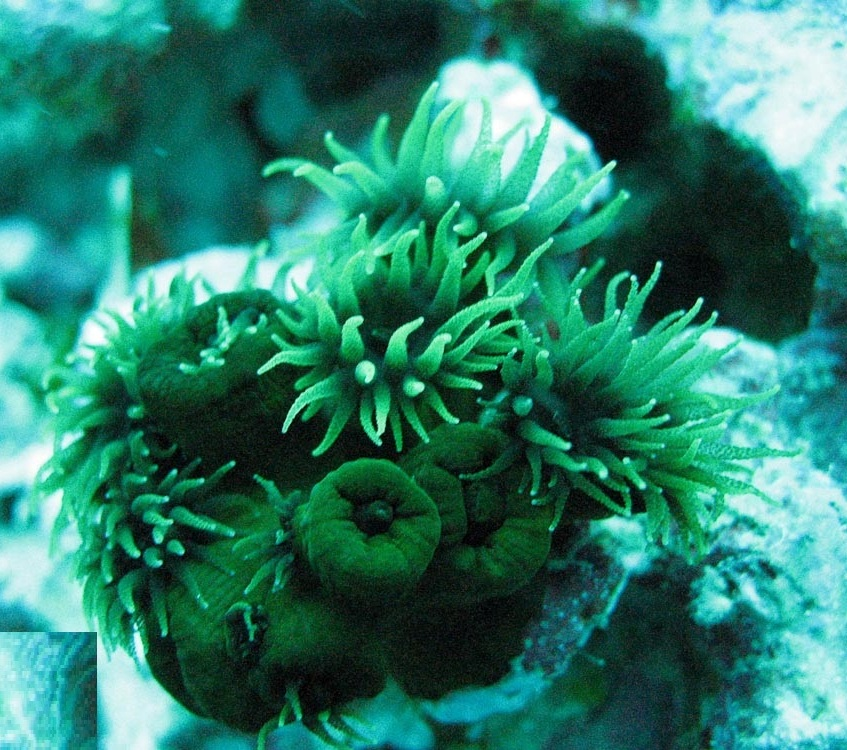
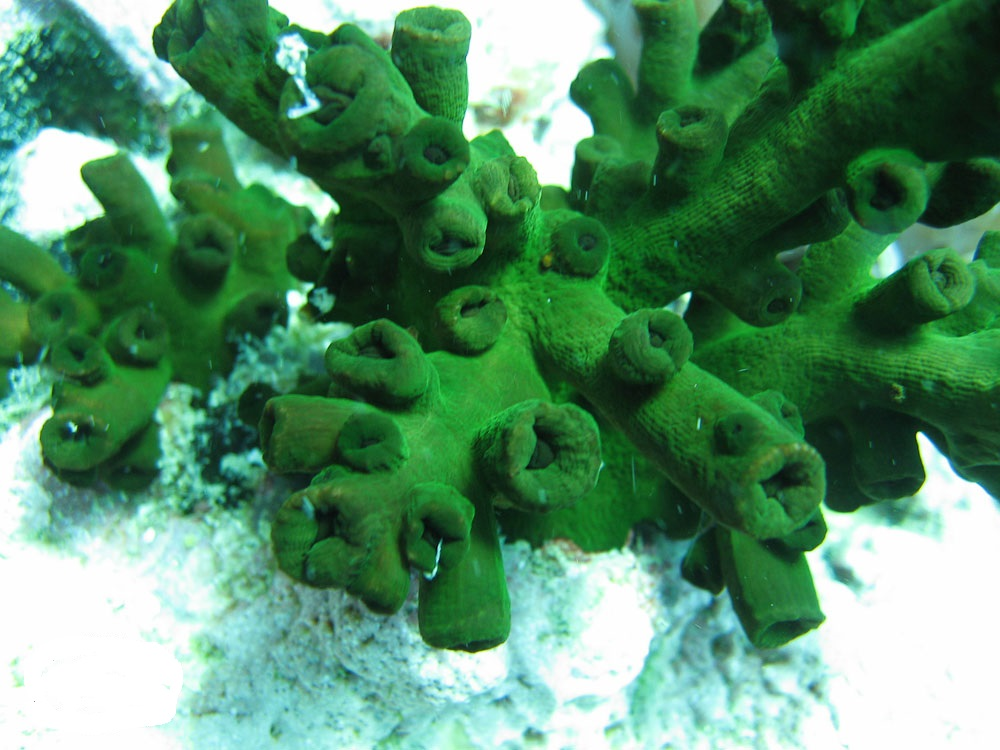
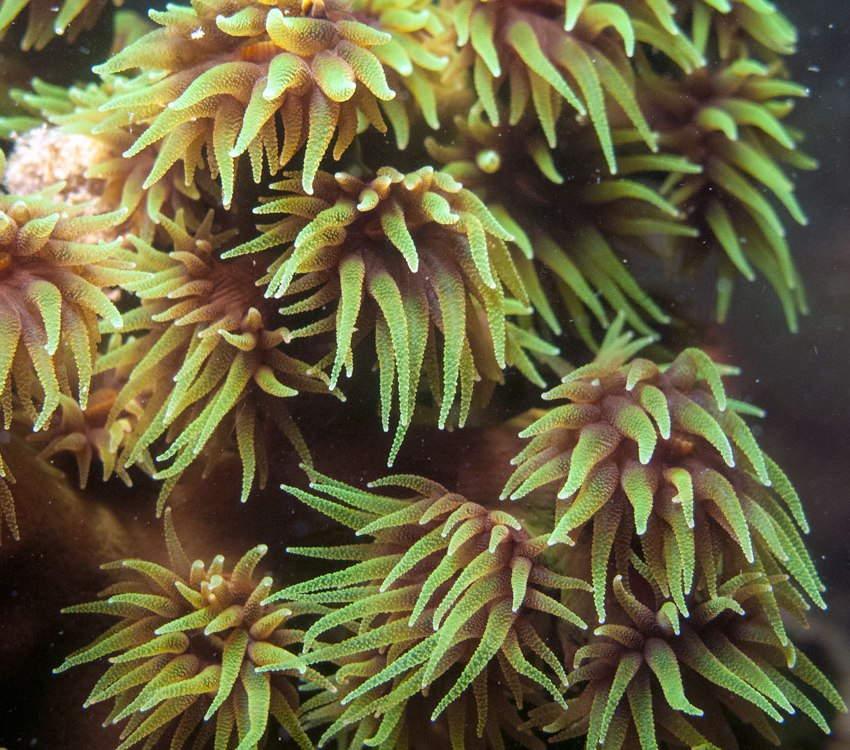
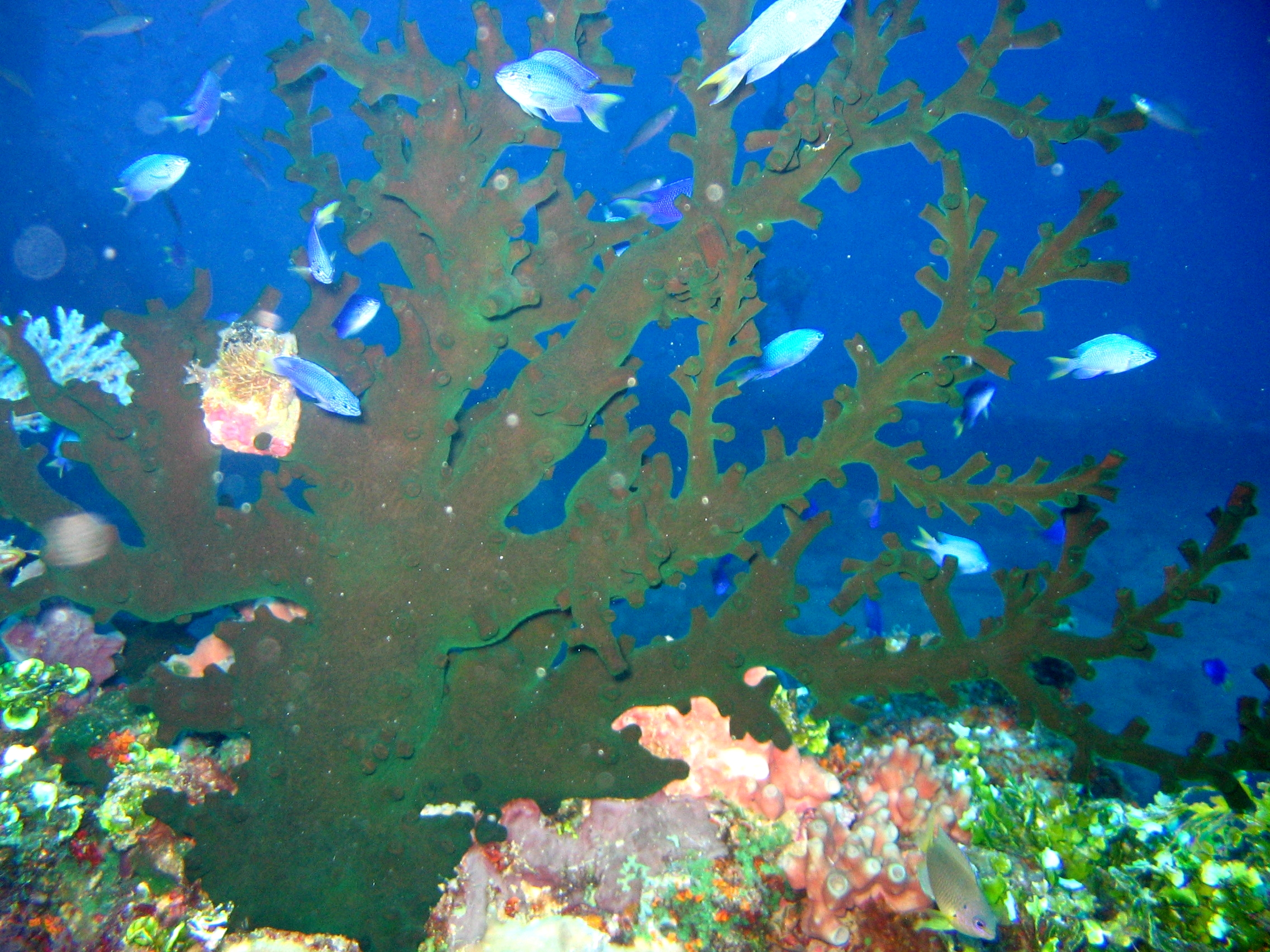